# Dragan Milosavljević
Dragan Milosavljević, en serbio: Драган Милосављевић (Kruševac, 11 de mayo de 1989) es un jugador serbio de baloncesto. Mide 1,98 metros de altura y ocupa tanto la posición de escolta como la de alero. Es internacional absoluto con Serbia. Actualmente forma parte de la plantilla del KK Igokea de la ABA Liga.

## Trayectoria

### Primeros años
Milosavljević comenzó su carrera en el KK Napredak Kruševac donde jugó hasta 2009. Después fichó por el KK Radnički Kragujevac en 2009. Permaneció allí durante una temporada, jugando en la KLS y en la ABA Liga. En la ABA Liga, promedió 10,2 puntos, 3,8 rebotes y 2,1 asistencias por partido con Radnički.

### Partizán de Belgrado
El 28 de junio de 2010 firmó un contrato de tres años con el KK Partizan. En su primera temporada en el Partizan, ganó la ABA Liga, la Liga Serbia y la Kup Radivoja Koraća. En la Euroliga, Milosavljević promedió 4,2 puntos y 1,9 rebotes por partido, mientras que en la ABA Liga promedió 6,9 puntos y 3 rebotes por partido.
En su segunda temporada, ayudó al club a volver a ganar la Liga Serbia y la Kup Radivoja Koraća. En la Euroliga, promedió 8.2 puntos y 3.7 rebotes en 10 partidos de la fase de grupos. En la ABA Liga, Milosavljević promedió 8.3 puntos y 3.6 rebotes en 27 partidos. El 4 de julio de 2012, amplió su contrato por dos temporadas más con el Partizan.
La siguiente temporada, Milosavljević ganó la Liga Serbia por tercera vez y fue nombrado el MVP de las finales. En la Euroliga, promedió 9,9 puntos por partido. En la ABA Liga, ayudó al equipo a ganarla otra vez con un promedio de 6,8 puntos y 3,2 rebotes por partido.
A pesar de algunas dificultades financieras del club en el verano de 2013, Dragan Milosavljevic decidió quedarse en el Partizan de Belgrado. Después de la salida del capitán del equipo Vladimir Lučić, se convirtió en el capitán. Junto con Léo Westermann y Bogdan Bogdanovic formó el trío exterior del equipo. En el segundo partido de la Euroliga contra JSF Nanterre, anotó 26 puntos, y capturó 6 rebotes, para ayudar a su equipo a ganar sin complicaciones. En el partido de Euroliga contra el Maccabi Tel Aviv B.C. el 24 de enero, tuvo una rotura de ligamento cruzado en la rodilla derecha, que lo dejó fuera para el resto de la temporada. Se esperaba que volviera a la pista en seis u ocho meses. En su primera temporada como capitán del Partizan, e la Euroliga promedió su mejor marca, con 12.1 puntos y 3.7 rebotes por partido, y en la ABA Liga tuvo un promedio de 12.4 puntos, 3.3 rebotes y 2.6 asistencias en 17 partidos.
El 5 de agosto de 2014, Milosavljević amplió su contrato por una temporada más con el club. En diciembre de 2014, regresó a las canchas después de diez meses de ausencia por la lesión.

### ALBA de Berlín
El 25 de junio de 2015 firmó un contrato de dos años con el ALBA Berlin alemán.

### Unicaja de Málaga
El 4 de julio de 2017 firmó un contrato de dos años con el Unicaja de la liga ACB.
El 17 de febrero de 2021, rescinde su contrato como jugador del Unicaja, ya que en los últimos 18 meses los pasaría recuperándose de dos lesiones de gravedad en la rodilla izquierda.

### KK Mega Bemax
Tras su paso por la ACB, firmó por el equipo serbio del KK Mega Bemax.

### Bursaspor
El 6 de julio de 2021, firma por el Frutti Extra Bursaspor de la Basketbol Süper Ligi.

### Fuenlabrada
El 22 de noviembre de 2021, firma por el Baloncesto Fuenlabrada de la Liga Endesa.

### KK Mega Bemax
En la temporada 2022-23, regresa al KK Igokea de la ABA Liga.

### KK Igokea
El 31 de diciembre de 2022, firma por el KK Igokea de la ABA Liga.

## Selección nacional
Es internacional absoluto desde 2009. En 2010, el seleccionador serbio Dušan Ivković le preseleccionó para el Campeonato Mundial de Baloncesto de 2010 en Turquía, pero no logró hacerse un hueco en el roster final.

## Estadísticas

### Euroliga
| Año       | Equipo   | PJ | PT | MPP  | %TC  | %3P  | %TL  | RPP | APP | ROB | TPP | PPP  |
| --------- | -------- | -- | -- | ---- | ---- | ---- | ---- | --- | --- | --- | --- | ---- |
| 2010-2011 | Partizan | 16 | 6  | 19.0 | .381 | .222 | .650 | 1.9 | .8  | .6  | .1  | 4.2  |
| 2011-2012 | Partizan | 10 | 10 | 28.9 | .333 | .239 | .810 | 3.7 | 1.4 | .6  | .6  | 8.2  |
| 2012-2013 | Partizan | 10 | 7  | 26.5 | .522 | .273 | .724 | 2.8 | 1.2 | .9  | .4  | 9.9  |
| 2013-2014 | Partizan | 14 | 13 | 32.0 | .435 | .344 | .667 | 3.7 | 1.6 | .9  | .3  | 12.1 |
| Total     | Total    | 50 | 36 | 26.1 | .419 | .283 | .710 | 3.0 | 1.3 | .8  | .3  | 8.4  |